# Whitechapel Art Gallery

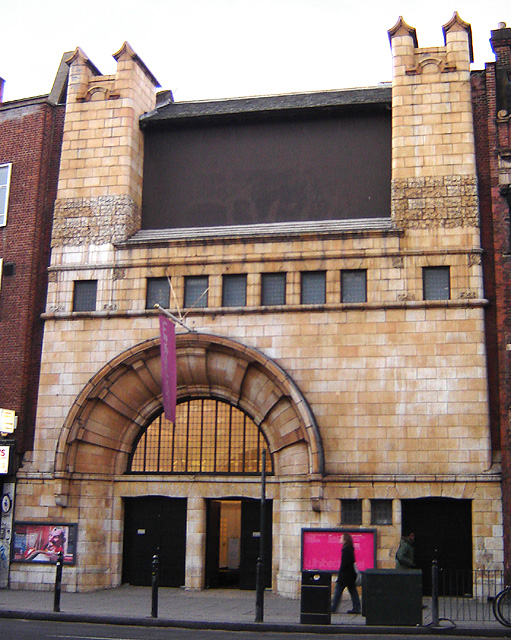
Fassade Whitechapel High St.

Die Whitechapel Art Gallery ist ein öffentlicher Ausstellungsort für zeitgenössische Kunst im Stadtteil Spitalfields im Londoner East End. Die Whitechapel Art Gallery wurde 1901 gegründet und gilt zusammen mit der Tate Modern und der privaten Galerie White Cube als renommiertester Ausstellungsort für aktuelle Kunst in London. Das Gebäude wurde durch den Architekten Charles Harrison Townsend im Arts and Crafts-Stil errichtet.
In der mehr als hundertjährigen Geschichte der Whitechapel Art Gallery wurden eine Reihe von Künstlern und Werken erstmals in Großbritannien vorgestellt, darunter Picassos Gemälde Guernica (1939). 1956 wurde hier die wichtige ICA Ausstellung This Is Tomorrow veranstaltet. Die führenden Vertreter des abstrakten Expressionismus, Jackson Pollock (1958) und Mark Rothko (1961) wurden ausgestellt, die britischen Künstler David Hockney (1970), Gilbert & George und Richard Long (1971), Lucian Freud (1993) oder Ian McKeever. Die Whitechapel Art Gallery veranstaltete die ersten wichtigen Einzelausstellungen in Großbritannien für Antony Gormley (1981), Sean Scully (1989), Liam Gillick (2001) und Nan Goldin (2002).